# Club de Deportes Cobreloa
El Club de Deportes Cobreloa és un club de futbol xilè de la ciutat de Calama, al desert d'Atacama.

## Història
Tot i ser un club fundat durant els anys setanta, el Cobreloa és un dels clubs amb més títols del país. Fou fundat el 7 de gener de 1977, a la ciutat minera de Calama.
Ràpidament es promocionà fins a la primera divisió xilena, i només quatre anys després de la seva fundació abastà les finals de la Copa Libertadores, el 1981, perdent amb el Flamengo. Cobreloa també assolí la final l'any següent, perdent, aquest cop, amb el Peñarol uruguaià. A més, arribà a les semifinals de la Copa Libertadores el 1987.

## Palmarès
- 8 Lliga xilena de futbol: 1980, 1982, 1985, 1988, 1992, 2003 (Apertura), 2003 (Clausura), 2004 (Clausura)
- 1 Copa xilena de futbol: 1986

## Jugadors destacats
- Armando Alarcon
- Julio César Baldivieso
- Juan Covarrubias
- Enzo Escobar
- Patricio Galaz
- Eduardo Gomez
- Rubén Gómez
- Nicolas Hernández
- Juan Carlos Letelier
- Victor Merello
- Washington Olivera
- Hector Puebla
- Alexis Sánchez
- Jorge Luis Siviero
- Mario Soto
- Hugo Tabilo
- Nelson Tapia
- Carlos Tejas
- Marcelo Trobbiani
- Dario Verón
- Osvaldo Canobbio